# Vrouwe Groenevelt's Liefdegesticht
Het Vrouwe Groenevelt's Liefdegesticht is een hofje dat in 1902 gebouwd werd. Het  hofje is gevestigd aan de Vijverhofstraat in de Rotterdamse Agniesebuurt. Het hofje is een van de drie nog in Rotterdam aanwezige hofjes. De overige twee zijn het hofje van Kuijl’s Fundatie en Uit liefde en voorzorg.

## Geschiedenis
Vrouwe Groenevelt's Liefdegesticht was eerder op andere locaties gevestigd. Het initiatief voor het eerste hofje werd genomen door Geertruy Groenevelt (1739-1808). In haar testament had zij bepaald dat een deel van haar nalatenschap bestemd was voor de stichting van een instelling voor de opvang van oudere en ongetrouwde vrouwen. In 1816 werd aan de Oostsingel een hofje gebouwd voor zestien bewoonsters. Het gemeentebestuur van Rotterdam wenste enkele decennia later over de grond te beschikken voor een stadsuitbreiding. Het gevolg was, dat de gemeente de grond kocht en het hofje in 1865 verhuisde naar de Weenastraat.
De uitbreiding van spoorlijnen maakte een nieuwe verhuizing noodzakelijk. De architect Barend Hooijkaas jr. was verantwoordelijk voor het ontwerp van het huidige hofje aan de Vijverhofstraat, dat in 1902 geopend werd. Een opmerkelijk detail van het gebouw is het tegeltableau van Adolf le Comte.
Aan het eind van de twintigste eeuw was een ingrijpende renovatie en restauratie van het hofje noodzakelijk. De regenten van de Stichting Vrouwe Groenevelt's Liefdegesticht droegen in 1993 het hofje over aan een woningbouwcorporatie. In 1994 werd het hofje, zowel exterieur en interieur, geheel gerenoveerd en gerestaureerd. Het is sinds 2002 een rijksmonument.